# Mitterfels
Mitterfels település Németországban, azon belül Bajorországban. Lakosainak száma 2913 fő (2023. december 31.).

## Népesség
A település népessége az elmúlt években az alábbi módon változott:
| Lakosok száma | 991  | 1605 | 1659 | 2047 | 2441 | 2467 | 2609 | 2799 | 2858 | 2913 |
|               | 1875 | 1950 | 1970 | 1987 | 2012 | 2013 | 2015 | 2017 | 2021 | 2023 |